# Longipedia americana
Longipedia americana är en kräftdjursart som beskrevs av J. B. J. Wells 1980. Longipedia americana ingår i släktet Longipedia och familjen Longipediidae. Inga underarter finns listade i Catalogue of Life.